# Gökçebağ, Siirt
Gökçebağ là một xã thuộc thành phố Siirt, tỉnh Siirt, Thổ Nhĩ Kỳ. Dân số thời điểm năm 2008 là 2.489 người.